# Clarke Carlisle
Pour les articles homonymes, voir Carlisle (homonymie).
Clarke James Carlisle est un footballeur anglais né le 14 octobre 1979 à Preston. Il a auparavant joué pour Blackpool, Queens Park Rangers, Leeds United, Watford, Burnley, York City et Northampton Town. Il est président de la Professional Footballers' Association.

## Carrière
Le 14 juillet 2011, il est prêté au club de Preston North End jusqu'au 30 juin 2012.
En mai 2013, il annonce sa retraite. 